# Tracy Cortez
Tracy Cortez (Phoenix, Arizona; 10 de diciembre de 1993) es una artista marcial mixta estadounidense que compite en la división de peso mosca femenino de Ultimate Fighting Championship (UFC).

## Primeros años
De ascendencia mexicana, Cortez nació en Phoenix, Arizona, y creció en un hogar de inmigrantes mexicanos. Tiene tres hermanos, José Cortez, J.R. Cortez y Abraham Cortez. A los 14 años, empezó a entrenar MMA después de ver su primer combate de MMA en el que su hermano mayor, José, cuyo sueño era ser luchador de la UFC, luchó contra el ex veterano de la UFC Drew Fickett en noviembre de 2008. Ganó el combate por decisión dividida. José dejó de competir después del combate con Fickett ya que empezó a mostrar problemas cardiovasculares y más tarde se le diagnosticó un cáncer de células germinales. Falleció a causa del cáncer en 2011. Cortez se hizo un tatuaje en recuerdo de su hermano en el brazo. Luchó contra la depresión tras el fallecimiento de su hermano pero consiguió volver a la pista con la ayuda de su familia y de Henry Cejudo y Ángel Cejudo, que son los mejores amigos de su hermano mayor José.

Cada vez que me siento cansado o me siento fatigado o me cuestiono algo, pienso como, maldita sea, mi hermano luchó con el cáncer en su corazón y no se rindió. Luchó a través de él. Estoy perfectamente sana. Soy más que capaz de hacer lo que estoy haciendo. Esto es un trabajo fácil. Eso es un gran motivador para mí.

## Carrera en artes marciales mixtas

### Carrera temprana
Cortez luchó bajo World Fighting Federation y KOTC en su carrera amateur y acumuló un récord de 3-0 antes de ser firmada por Invicta Fighting Championships.

### Invicta Fighting Championships y otras promociones
Cortez hizo su debut en Invicta el 31 de agosto de 2017 contra Cheri Muraski en Invicta FC 25: Kunitskaya vs. Pa'aluhi. Perdió el combate por sumisión en el segundo asalto. Regresó a World Fighting en noviembre de 2017 luchó contra Roxanne Ceasear y se aseguró una victoria por decisión unánime.
Su siguiente pelea llegó el 24 de marzo de 2018, enfrentándose a Kaytlin Neil en Invicta FC 28: Mizuki vs. Jandiroba. Ganó el combate por decisión unánime. Cortez pasó a enfrentar a Mónica Median y Karen Cedillo en 2018 en V3 Fight Night 69 y Combate Americas: Alday vs. López respectivamente y ganó ambos combates.
El 15 de febrero de 2019, Cortez se enfrentó a Erin Blanchfield en Invicta FC 34: Porto vs. González. Ganó el combate por decisión unánime.

### Dana White's Tuesday Night Contender Series
Cortez apareció en DWTNCS: Temporada 3, Episodio 6 del programa de serie web el 30 de julio de 2019, enfrentándose a Mariya Agapova. Ganó el combate por decisión unánime y fue contratada por UFC.

### Ultimate Fighting Championship
Se esperaba que Cortez hiciera su debut promocional contra Duda Santana en un combate de peso gallo el 16 de noviembre de 2019 en UFC Fight Night: Błachowicz vs. Jacaré. Sin embargo, en el 27 de octubre, se informó que Santana se vio obligada a retirarse de la pelea debido a problemas familiares y fue reemplazada por Vanessa Melo. En el pesaje, Cortez y Melo no alcanzaron el peso para su pelea, ya que ambos pesaron 136.5 libras, 0.5 libras por encima del límite de 136 del peso gallo para peleas sin título. El combate se desarrolló inicialmente con un peso acordado y no se impuso ninguna multa debido a los mismos errores. Sin embargo, más tarde en el mismo día, el director ejecutivo de la Comisión Atlética de Brasil (CABMMA), Cristiano Sampaio, anunció que debido a un error de la balanza utilizada en el pesaje se fijó en 0.7 libras por encima de la escala oficial y, por tanto, ambos luchadores fueron oficialmente libres de perder el peso y el combate se llevó a cabo en el peso gallo. Cortez ganó el combate por decisión unánime.
Se esperaba que Cortez se enfrentara a Bea Malecki el 11 de octubre de 2020 en UFC Fight Night: Moraes vs. Sandhagen. Sin embargo, el 2 de octubre de 2020 se anunció que Malecki fue reemplazada por una recién llegada Stephanie Egger por una razón no revelada. Cortez ganó el combate por decisión unánime.
Cortez se enfrentó a Justine Kish el 17 de abril de 2021 en UFC on ESPN: Whittaker vs. Gastelum. En el pesaje, Cortez llegó con 126.5 libras, media libra por encima del límite de la pelea de peso mosca sin título. Su combate se desarrolló en el peso acordado y se le impuso una multa del 20% de su bolsa individual, que fue a parar a su oponente Kish. Cortez ganó el combate por decisión dividida.
Cortez estaba programada para enfrentarse a JJ Aldrich el 28 de agosto de 2021 en UFC on ESPN: Barboza vs. Chikadze. Sin embargo, Cortez se retiró del combate debido a una lesión, y fue sustituida por Vanessa Demopoulos.
Cortez enfrentó a Melissa Gatto el 7 de mayo de 2022 en UFC 274. Ella ganó la pelea por decisión unánime.
Cortez estaba programada para enfrentar a Amanda Ribas el 3 de diciembre de 2022 en UFC on ESPN 42. Sin embargo, poco después del pesaje oficial, la promoción anunció que Cortez fue retirada de la pelea debido a un problema médico no especificado y la pelea fue cancelada.
Cortez enfrentó a Jasmine Jasudavicius el 16 de septiembre de 2023 en UFC Fight Night 227. Ella ganó la pelea por decisión unánime.
Cotez estaba programada para enfrentarse a Miranda Maverick el 20 de julio de 2024 en UFC on ESPN 60. Sin embargo, Cortez se enfrentó a Rose Namajunas como reemplazo de Maycee Barber, el 13 de julio de 2024 en el evento principal de UFC on ESPN 59. Cortez perdió la pelea por decisión unánime.

## Récord en artes marciales mixtas
| Récord profesional | Récord profesional | Récord profesional |
| 14 peleas          | 12 victorias       | 2 derrotas         |
| ------------------ | ------------------ | ------------------ |
| Nocaut             | 1                  | 0                  |
| Sumisión           | 1                  | 1                  |
| Decisión           | 10                 | 1                  |

| Resultado | Récord | Oponente             | Método                                     | Evento                                   | Fecha                    | Ronda | Tiempo | Localización         | Notas                                                                |
| --------- | ------ | -------------------- | ------------------------------------------ | ---------------------------------------- | ------------------------ | ----- | ------ | -------------------- | -------------------------------------------------------------------- |
| Victoria  | 12-2   | Viviane Araújo       | Decisión (unánime)                         | UFC 317                                  | 28 de junio de 2025      | 5     | 5:00   | Las Vegas, Nevada    |                                                                      |
| Derrota   | 11-2   | Rose Namajunas       | Decisión (unánime)                         | UFC on ESPN: Namajunas vs. Cortez        | 13 de julio de 2024      | 5     | 5:00   | Denver, Colorado     |                                                                      |
| Victoria  | 11-1   | Jasmine Jasudavicius | Decisión (unánime)                         | UFC Fight Night: Grasso vs. Shevchenko 2 | 16 de septiembre de 2023 | 3     | 5:00   | Las Vegas, Nevada    |                                                                      |
| Victoria  | 10-1   | Melissa Gatto        | Decisión (unánime)                         | UFC 274                                  | 7 de mayo de 2022        | 3     | 5:00   | Phoenix, Arizona     |                                                                      |
| Victoria  | 9-1    | Justine Kish         | Decisión (dividida)                        | UFC on ESPN: Whittaker vs. Gastelum      | 17 de abril de 2021      | 3     | 5:00   | Las Vegas, Nevada    | Regreso al peso mosca; Cortez no cumplió con el peso (126.5 libras). |
| Victoria  | 8-1    | Stephanie Egger      | Decisión (unánime)                         | UFC Fight Night: Moraes vs. Sandhagen    | 11 de octubre de 2020    | 3     | 5:00   | Abu Dhabi            |                                                                      |
| Victoria  | 7-1    | Vanessa Melo         | Decisión (unánime)                         | UFC Fight Night: Błachowicz vs. Jacaré   | 16 de noviembre de 2019  | 3     | 5:00   | São Paulo            | Debut en el peso gallo.                                              |
| Victoria  | 6-1    | Mariya Agapova       | Decisión (unánime)                         | Dana White's Contender Series 22         | 30 de julio de 2019      | 3     | 5:00   | Las Vegas, Nevada    |                                                                      |
| Victoria  | 5-1    | Erin Blanchfield     | Decisión (dividida)                        | Invicta FC 34: Porto vs. Gonzalez        | 15 de febrero de 2019    | 3     | 5:00   | Kansas City, Misuri  |                                                                      |
| Victoria  | 4-1    | Karen Cedillo        | TKO (puñetazos)                            | Combate Americas: Alday vs. Lopez        | 14 de septiembre de 2018 | 2     | 3:53   | Phoenix, Arizona     |                                                                      |
| Victoria  | 3-1    | Monica Medina        | Sumisión (estrangulamiento por detrás)     | V3 Fights 69                             | 16 de junio de 2018      | 1     | 4:27   | Memphis, Tennessee   |                                                                      |
| Victoria  | 2-1    | Kaytlin Neil         | Decisión (unánime)                         | Invicta FC 28: Mizuki vs. Jandiroba      | 24 de marzo de 2018      | 3     | 5:00   | Salt Lake City, Utah |                                                                      |
| Victoria  | 1-1    | Roxanne Ceasear      | Decisión (unánime)                         | World Fighting Federation 36             | 4 de noviembre de 2017   | 3     | 5:00   | Chandler, Arizona    |                                                                      |
| Derrota   | 0-1    | Cheri Muraski        | Sumisión (estrangulamiento por guillotina) | Invicta FC 25: Kunitskaya vs. Pa'aluhi   | 31 de agosto de 2017     | 2     | 2:42   | Lemoore, California  | Debut en el peso mosca.                                              |